# Comuna Kameanka, Razdelna
Kameanka (în ucraineană Кам'янка) este o comună în raionul Razdelna, regiunea Odesa, Ucraina, formată din satele Antonivka, Kameanka (reședința), Matîșivka, Pokrovka și Volodîmîrivka.

## Demografie
Componența lingvistică a comunei Kameanka
     Ucraineană (67%)
     Rusă (17,03%)
     Română (15,3%)
     Alte limbi (0,34%)
Conform recensământului din 2001, majoritatea populației comunei Kameanka era vorbitoare de ucraineană (67%), existând în minoritate și vorbitori de rusă (17,03%) și română (15,3%).